# Paulus' Andet Brev til Thessalonikerne
Paulus' Andet Brev til Thessalonikerne, også kaldt 2. Thessalonikerbrev, er et af brevene, som bærer apostelen Paulus’ navn, og er i den kanoniske rækkefølge den fjortende bog i Det Nye Testamente. I de danske bibelhenvisninger forkortes brevet 2 Thess.